# Сан Сеполкро (Варезе)
Сан Сеполкро је насеље у Италији у округу Варезе, региону Ломбардија.
Према процени из 2011. у насељу је живело 61 становника. Насеље се налази на надморској висини од 288 м.